# Frédégonde (opéra)
Pour l’article homonyme, voir Frédégonde.
Personnages
Frédégonde est un opéra en 5 actes d'Ernest Guiraud et Camille Saint-Saëns sur un livret de Louis Gallet, créé à Paris le 16 décembre 1895 à l'Académie nationale de Musique.

## Composition
La composition de l'opéra a été achevée par Saint-Saëns après le décès de Guiraud, survenu en 1892. Saint-Saëns est l'auteur de l'Hymne guerrier et du ballet qui terminent l'acte III et des actes IV et V. L'orchestration de l'opéra est presque entièrement de Paul Dukas, qui fut élève de Guiraud.

## Rôles
- Brunhilda, reine d'Austrasie (soprano)
- Frédégonde, reine de Neustrie (mezzo-soprano)
- Mérowig (ténor)
- Hilpérick, roi de Neustrie, son père (baryton)
- L'Evêque Prétextat (basse)
- Fortunatus (ténor)
- Landéric (basse)
- Un serviteur (baryton)
- Quatre seigneurs Goths (basses)

## Hommage
L'astéroïde (678) Fredegundis, découvert en 1909, est nommé en l'honneur de l'opéra.